# Super Slimey
 (octobre 2017).
Si vous disposez d'ouvrages ou d'articles de référence ou si vous connaissez des sites web de qualité traitant du thème abordé ici, merci de compléter l'article en donnant les références utiles à sa vérifiabilité et en les liant à la section « Notes et références ».
Super Slimey  est une mixtape des rappeurs américains Future et Young Thug sortie le 20 octobre 2017. Cette mixtape a été produite par les labels Epic Records, 300 Entertainment , Atlantic Records, Freebandz et YSL.

## Liste des titres
| 1.    | No Cap                                 | 2:24 |
| 2.    | Three                                  | 2:39 |
| 3.    | All da Smoke                           | 3:24 |
| 4.    | 200                                    | 2:26 |
| 5.    | Cruise Ship performer par Young Thug   | 2:46 |
| 6.    | Patek Water featuring Offset           | 3:09 |
| 7.    | Feed Me Dope performer par Future      | 2:46 |
| 8.    | Drip on Me                             | 3:19 |
| 9.    | Real Love                              | 4:02 |
| 10.   | 4 da Gang performer par Future         | 3:07 |
| 11.   | Killed Before performer par Young Thug | 3:40 |
| 12.   | Mink Flow                              | 2:58 |
| 13.   | Group Home                             | 4:02 |
| 41:48 |                                        |      |